# Roberts Blossom
Pour les articles homonymes, voir Blossom.
Roberts Blossom est un acteur américain, né le  25 mars 1924 à New Haven, dans le Connecticut (États-Unis), et mort le 8 juillet 2011 à Santa Monica (Californie).
Il est surtout connu pour ses rôles de Chester "Doc" Dalton dans L'Évadé d'Alcatraz et du père Marley dans Maman, j'ai raté l'avion. Il est également apparu dans d'autres productions notables comme Gatsby le Magnifique, Christine ou encore Rencontres du troisième type.

## Filmographie

### Cinéma
- 1961 : The Sin of Jesus de Robert Frank
- 1971 : L'Hôpital (The Hospital) d'Arthur Hiller : Guernsey
- 1972 : The Witches of Salem: The Horror and the Hope de Dennis Azzarella : Gov. Phips
- 1972 : Abattoir 5 (Slaughterhouse-Five) de George Roy Hill : Wild Bob Cody
- 1972 : Please Stand by de Jack et Joanna Milton : Judge Nott
- 1974 : Deranged de Jeff Gillen et Alan Ormsby (en) : Ezra Cobb
- 1974 : Gatsby le magnifique (The Great Gatsby) de Jack Clayton : M.. Gatz
- 1977 : Handle with Care de Jonathan Demme : Papa Thermodyne
- 1977 : Rencontres du troisième type (Close Encounters of the Third Kind) de Steven Spielberg : Farmer
- 1979 : L'Évadé d'Alcatraz (Escape from Alcatraz) de Don Siegel : Doc
- 1980 : Resurrection de Daniel Petrie : John Harper
- 1983 : Christine de John Carpenter : George LeBay
- 1983 : Reuben, Reuben de Robert Ellis Miller : Frank Spofford
- 1984 : Flashpoint de William Tannen : Amarillo
- 1985 : Vision Quest d'Harold Becker : Grandpa
- 1988 : Candy Mountain de Robert Frank et Rudy Wurlitzer : Archie
- 1988 : La Dernière Tentation du Christ (The Last Temptation of Christ) de Martin Scorsese : Aged Master
- 1989 : Always de Steven Spielberg  : Dave
- 1990 : Maman, j'ai raté l'avion (Home Alone) de Chris Columbus : Marley
- 1991 : Death Falls de June Samson : Hals Johnson
- 1991 : Doc Hollywood de Michael Caton-Jones : Judge Evans
- 1995 : Mort ou vif - Duels à redemption (The Quick and the Dead) de Sam Raimi : Doc Wallace

### Télévision
- 1959 : Our Town (TV) : Simon Stimson
- 1974 : The Rimers of Eldritch (TV) : Judge / Preacher
- 1964 : Another World (série TV) : Bert Ordway (1976-1977) / Sven Petersen (1977-1978)
- 1978 : Mourning Becomes Electra (feuilleton TV) : Seth
- 1980 : The Gold Bug (TV) : Mr. LeGrand
- 1981 : Family Reunion (TV) : Phil King
- 1982 : The Wall (TV) : Kuchaski
- 1982 : Johnny Belinda (TV) : John McAdam
- 1985 : Noon Wine (TV) : Mr. McClellan
- 1987 : At Mother's Request (TV) : Doug Steele
- 1992 : The Habitation of Dragons (TV) : Mr. Charlie
- 1993 : Murder in the Heartland (en) (TV) : Gus Meyer
- 1993 : The American Clock (TV) : Wayne Taylor vieux
- 1999 : La Ferme aux ballons (Balloon Farm) (TV) : Weasel Mayfield